# Psychic Academy
Psychic Academy (jap. サイキックアカデミー煌羅万象, Saikikku Akademī Ōra Banshō) ist ein Manga von Katsu Aki, auf dessen Grundlage auch ein Web-Anime produziert wurde. Die Geschichte beschreibt eine Romanze in einer neuartigen Fantasiewelt.

## Handlung
Der 16-jährige Ai Shiomi wird auf eine der neuen Schulen für paranormale Fähigkeiten, die Psychic Academy, geschickt. Eigentlich will er gar nicht dorthin, doch schon bald stellt er fest, dass er eine ebensolche außergewöhnlichen Kraft, die Aura, besitzt, wie die anderen Schüler der Akademie. Darüber freut sich besonders Ais Bruder, der bereits als Legende unter den Aura-Meistern gilt und immer seinen kleinen Bruder beschützen will. Auf der Akademie trifft Ai seine Freundin aus Kindertagen wieder, Orina, in die er verliebt ist. Außerdem gibt es noch ein seltsames Mädchen, das scheinbar jeden sozialen Kontakt vermeidet, das aber eine sonderbare Beziehung zu ihm zu haben scheint.

## Charaktere
Ai Shiomi, der Hauptcharakter, will eigentlich nur ein normales Leben abseits aller Auren und speziellen Kräften führen. Jedoch holt ihn seine Begabung ein und er kann seinem Schicksal nicht entrinnen. Er freut sich, Orina wieder zu sehen und auch zu Myu nimmt er immer mehr Kontakt auf.
Orina, die Freundin aus Kindertagen, trifft Ai auf der Akademie wieder. Sie ist in ihn verliebt und möchte wieder eine Beziehung mit ihm aufbauen. Zu Myu hegt sie eine sehr gute Freundschaft, die sie nie gefährden würde.
Zerodyme, der Bruder von Ai, lässt keine Gelegenheit aus, seinen Bruder zu necken und bloßzustellen – er sagt aber immer wieder, dass er seinem kleinen Ai stets zur Seite stehen wird. Zero gilt als der mächtigste Aura-Meister.
Myu, die sonderbare Klassenkameradin scheint einen sehr hohen Aura-Level zu haben. Sie vermeidet jeden Kontakt soweit es geht. Nur zu Orina und Ai baut sie Vertrauen auf. Myu und Ai scheinen eine besondere Beziehung zueinander zu haben.

## Veröffentlichungen

### Manga
In Japan erschien Psychic Academy von 1999 bis 2003 im Magazine Z bei Kodansha. Die deutsche Fassung erschien im Magazin Manga Power, bevor Egmont Manga und Anime die Serie in 11 Einzelbänden veröffentlichte.

### Anime
Ein Web-Anime namens φchic academy Ōra Banshō mit 24 Folgen wurde von März bis September 2002 in Japan ausgestrahlt. Jede Episode ist ca. 10 Minuten lang und wurde online bei Lycos Japan veröffentlicht. Der Vorspanntitel Say Over wurde dabei von Rie Tanaka und Tsugumi Higasayama gesungen, welche gleichzeitig auch Orina und Myu die Stimmen leihen. Das Abspannlied Love Angel wurde zusammen von A-my und MION gesungen.